# Hyparrhenia filipendula
Hyparrhenia filipendula (лат.) — травянистое растение, вид рода Hyparrhenia семейства Злаки, или Мятликовые (Poaceae), произрастает в засушливых регионах Азии и Африки. Интродуцировано во многих частях мира.

## Описание
Hyparrhenia filipendula — травянистое растение, достигает от 1 до 1,5 м в высоту. 

## Распространение и местообитание
Ареал Hyparrhenia filipendula включает семиаридную Африку, Юго-Восточную Азию, Шри-Ланки и Австралии. Важный компонент акациевых саванн Восточной Африки, которые включают более влажные части экосистемы Серенгети. Встречается на пастбищах в сочетании с Themeda triandra и Hyparrhenia diloluta.

## Применение
Это кормовое растение для диких и домашних пастбищ, однако оно плохо адаптировано к интенсивному выпасу. На смешанных пастбищах с Themeda triandra H. filipendula производит 6,8 г сухого вещества и 0,56 г белка на м²/месяц на см осадков.